# 长梗楼梯草
长梗楼梯草（学名：Elatostema longipes）为荨麻科楼梯草属的植物，是中国的特有植物。分布于中国大陆的四川等地，生长于海拔1,280米的地区，一般生长在山地阴湿处石上，目前尚未由人工引种栽培。
其种加词“Longipes”意为“长梗的”，“长柄的”。